# The City (Buckinghamshire)
The City es una localidad situada en el condado de Buckinghamshire, en Inglaterra (Reino Unido). Tiene una población estimada, a mediados de 2019, de 512 habitantes.
Se encuentra ubicada al norte de la región Sudeste de Inglaterra, cerca de la frontera con las regiones de Este de Inglaterra y Midlands del Este, al sur de Milton Keynes y al noroeste de Londres.